# Inhibina
Inhibina – peptyd będący inhibitorem syntezy i wydzielania FSH, biorący także udział w regulacji cyklu miesiączkowego. U kobiet inhibina jest produkowana przez warstwę ziarnistą pęcherzyka dominującego, ciałko żółte, a także łożysko i przysadkę. U mężczyzn inhibina jest produkowana przez komórki Sertolego i pomaga w lokalnej regulacji spermatogenezy oraz jest głównym czynnikiem, który hamuje wydzielanie FSH..
- Inhibina A (inhibina alpha, inhibina beta A)
- Inhibina B (inhibina alpha, inhibina beta B)